# Badji Mokhtar III
Il Badji Mokhtar III è un traghetto di proprietà della compagnia di navigazione Algérie Ferries.

## Servizio
Varato il 5 aprile 2020 nel cantiere navale cinese Guangzhou Shipyard International di Guangzhou con il nome di Badji Mokhtar III e consegnato alla Algérie Ferries il 15 giugno 2021, giunge ad Algeri per la prima volta l'8 agosto successivo.
Da novembre 2021 è impiegato nei collegamenti tra Marsiglia, Algeri e saltuariamente Alicante.

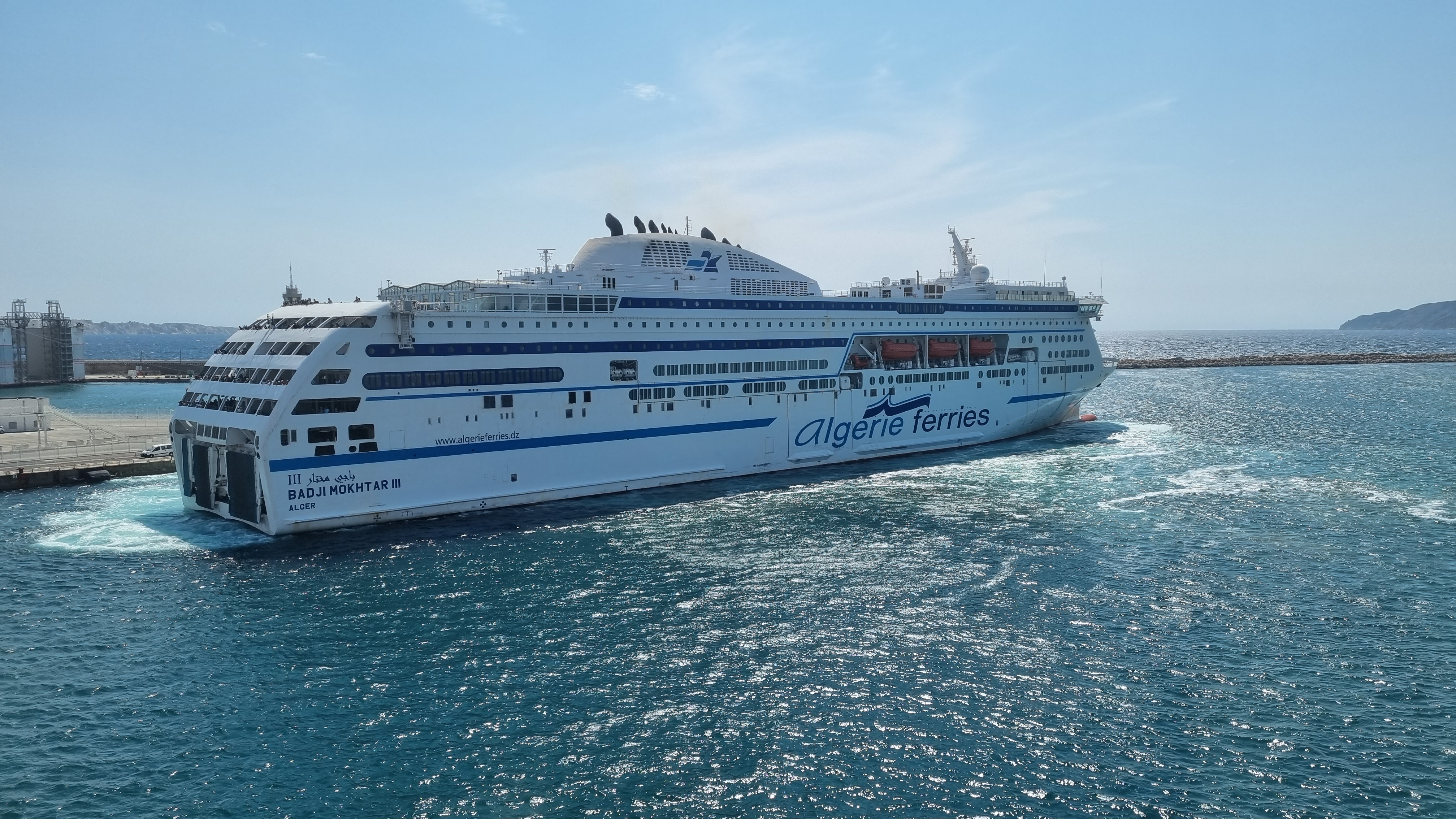
Il Badji Mokhtar III in evoluzione a Marsiglia nel 2023.